# Atmaca
ATMACA (тур. Atmaca (Атмаджа) - Яструб ) — це протикорабельна крилата ракета для будь-яких погодних умов, великої дальності, високоточного удару, розроблена турецьким виробником ракет ROKETSAN. Atmaca надійде на озброєння ВМС Туреччини, щоб поступово замінити наявні в країні ракети Harpoon.

## Розвиток
Програма була започаткована в 2009 році, коли заступник міністра оборонної промисловості Туреччини (SSM) підписав контракт з Roketsan на розробку крилатої ракети «земля-земля» для потреб Військово-морських сил Туреччини. Головний підрядник, компанія Roketsan, розпочала проектні дослідження у вересні 2012 року, після отримання результатів свого попереднього контракту на дослідження та розробки із заступником міністра оборонної промисловості Туреччини під координацією Командування науково-дослідного центру ВМС (АРМЕРКОМ). Ракету планують розробляти для багатьох платформ, здатних запускати не тільки з військових кораблів, але і з підводних човнів, авіації, берегових батарей. 
Після завершення різних випробувань у березні 2017 року відбувся перший наземний постріл з «Атмаджи». Контракт на серійне виробництво Atmaca був підписаний між Roketsan та Президентом оборонної промисловості 29 жовтня 2018 року. Ракета буде в турецькому флоті: корвети класу АДА, фрегати класу «Стамбул», фрегати класу G і плановані есмінці класу TF-2000.

## Хронологія
- 3 листопада 2019 року Військово-морські сили Туреччини успішно провели свій перший корабельний пуск з корвета TCG Kınalıada класу Ada в Чорному морі[6]
- 1 липня 2020 року ракета «Атмаджа» успішно вразила ціль з >200 км дальності[7]
- 3 лютого 2021 року протикорабельна ракета Atmaca успішно вразила ціль під час пробного вогню з корвету TCG Kınalıada з використанням «живої боєголовки» в Сінопі.[8]
- У червні 2021 року ракета Atmaca успішно вразила колишній корабель TCG Işın (A-589) під час сертифікаційних випробувань. Відзначається початок серійного виробництва.[9][10]
- У червні 2021 року Atmaca завершила 20 успішних випробувальних стрільб і очікується, що цього року буде сертифікована для корветів класу Ada.[11]

## Дизайн
Ракета використовує глобальну систему позиціонування (GPS), інерціальну навігаційну систему, барометричний висотомір і радіолокаційний висотомір для навігації до своєї цілі, в той час як її активний радіолокаційний ГСН визначає ціль з високою точністю. З запасом ходу понад 220 км, ця керована ракета представляє головну загрозу для цілей, розташованих за межами прямої видимості, через свою осколково-фугасну боєголовку. Сучасний канал передачі даних надає ATMACA можливість тривимірного планування місії, оновлення цілей, повторної атаки та завершення місії. При наближенні до цілі ракета летить низько над морем.